# Sem Sogn
Sem Sogn er et sogn i Hobro-Mariager Provsti (Århus Stift).
I 1800-tallet var Sem Sogn anneks til Hem Sogn. Begge sogne hørte til Onsild Herred i Randers Amt. Hem-Sem sognekommune blev ved kommunalreformen i 1970 indlemmet i Mariager Kommune, som ved strukturreformen i 2007 indgik i Mariagerfjord Kommune.
I Sem Sogn ligger Sem Kirke.
I sognet findes følgende autoriserede stednavne:
- Brunhøje (areal)
- Edderup (bebyggelse, ejerlav)
- Edderup Mark (bebyggelse)
- Sem (bebyggelse, ejerlav)

Forfatteren Søren Vase har i sin bog Fra Lyngens Land (1977) beskrevet området omkring Sem Hede i 1930'erne og 1940'erne efter sine erindringer.